# 诊断

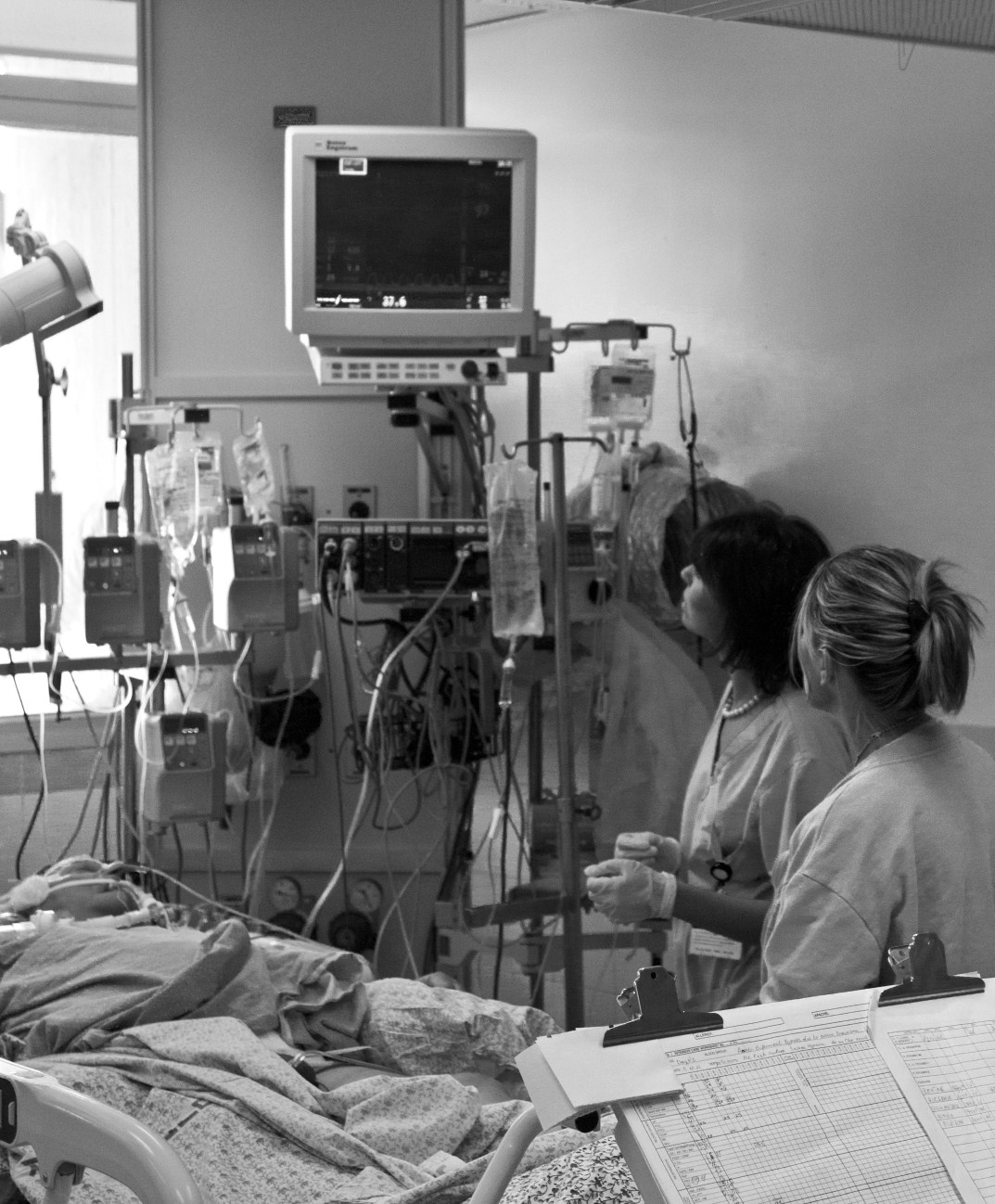
诊断

诊断，在医学意义上指对人体生理或精神疾病及其病理原因所作的判断。作出这种判断一般需要的的资料有：医生等专业人员根据症狀、病史（包括家庭病史）、病历及醫療檢查结果等。其概念，已经被推广用于生活与社会中各种问题及其原因的判断，例如对电脑或汽车故障的诊断。

## 诊断过程
在临床诊断中，需要以檢查数据和病患病情综合指标两方面来做出病情判断，以及利用各种方法如：病患病史、以往临床医生的医嘱、病患形体上的直观观察以及各种必要之医疗检查。医疗诊断是从病患之发病征兆，发病迹象以及经过各种必要之医疗检查所得出之结论，来确定一位病患所患之症的过程。一般认为，一种病情不会只有单一病症迹象反映，也就是说一种病症迹象不会只发生在一种病情中。各种病性之征兆很可能会表现在各种不同的病情之中。从病患所表现出的各种症狀里，我们可以根据某些疾病的相互排斥以及各种疾病的各种病症的出现频率，运用貝氏定理来帮助诊断。根据每种疾病在每个病人身上出现的各种症状或各种综合症可能会得出不同的诊断，也可理解为同一种症状会出现在不同病人所患的不同的疾病中。

## 诊断工具
症狀（英語：symptom）：根据病患主觀所表现出的各种不适，确立的一种便于快速有效理解的医学术语；例如：病患表述其有种缺少空气的感觉或感觉不舒服，呼吸困难，医者会称之为气促、焦虑、气喘、虚脱等。
征兆（英語：sign）：当医者在观察病患所发现的客观因素；如每分钟超过30下的呼吸急促。针对各种疾病的病症、对疾病的诊断和根据征兆对疾病的预测来讲，症状学和临床症状学是医学很重要的一部分。
体检：医者通过一系列的必要手段对患者进行检查，主要由观诊、触诊、叩诊、闻诊、听诊（类似中医里望、闻、问、切）组成，以次来获取最重要的临床病症。
所有记录在患者病例中所涉及的各种病情征兆以及在体检中所得到的客观病症。
通常，由各种症狀及征兆所确认的综合症可能是由各种疾病所引起。医者必须有理由的假设由某一病症所造成的可能后果，并通过一切有必要之诊断工具来证明或否定此一假设。